# Huberia brounii
Huberia brounii és una espècie de formiga de la subfamília dels mirmicins (Myrmicinae). És endèmica de Nova Zelanda. Es troba normalment per sota de la fullaraca dels boscos.
És una espècie poc coneguda. Els ulls són una mica grans i convexos. L'allargada de les formigues treballadores es troba entre els 3,2 i 3,5 mm. L'antena té 11 segments, comptat l'últim que està dividit en quatre. Les reines no tenen ales i semblen treballadores. La coloració és uniforme entre un color de rovell i marró fosc.
Les colònies són petites i escasses.